# Планеты в астрологии
Термин «планета» в астрологии отличается от астрономического (см. планета) — астрологи рассматривают десять планет, среди которых есть не только планеты называемые так в астрономии, но также Солнце и Луна, а также фиктивные планеты, чьё существование сейчас не признаётся. Такое применение термина связано с историей введения этого понятия в употребление. Слово «планета» греческого происхождения (от др.-греч. πλάνης — «странник»), применявшееся первоначально для отличия подвижных объектов ночного неба от звёзд, кажущихся неподвижными. По мере накопления наукой знаний о космосе в астрономии возникла потребность в более детальной классификации небесных тел, в которой термин «планета» был значительно пересмотрен. Однако, в астрологии применение данного термина не изменилось и в настоящее время по традиции астрологи применяют старую формулировку.

## В оккультизме
В оккультных учениях, связанных с каббалой есть соотношения сфирот и планет:
Бина — Сатурн, Хесед — Юпитер, Гвура — Марс, Тиферет — Солнце, Нецах — Венера, Ход — Меркурий, Йесод — Луна. (См. также Халдейский ряд).

## Понимание астрологического влияния в разные эпохи

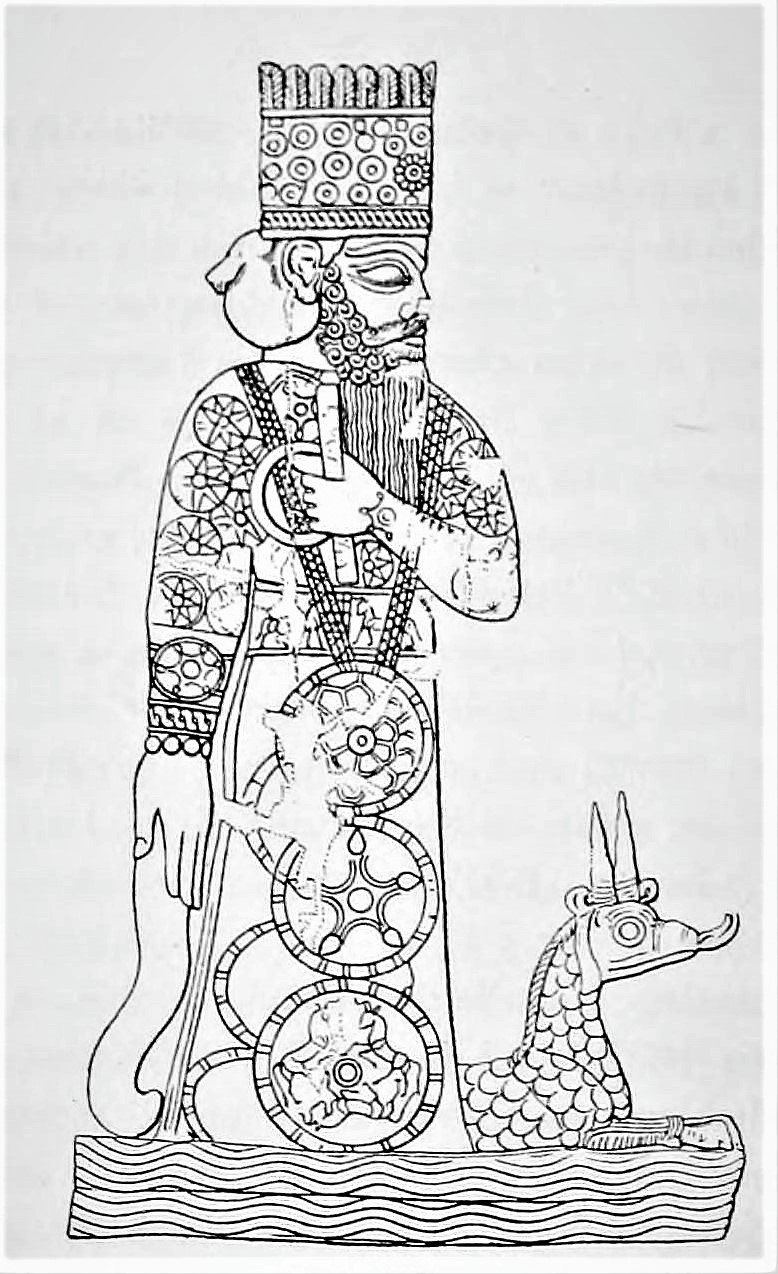
Мардук и его дракон с Вавилонской цилиндрической печати

### Планеты — боги
Жители древней Месопотамии верили: всё, что совершается на земле неслучайно, ибо происходит по воле богов, и эта воля может быть узнана путём распознавания различных знамений и целенаправленной мантики. Среди людей находились всевозможные пророки, предсказатели. Кто-то пытался предсказывать по числам (см. Нумерология), иные гадали на картах, но наибольшую популярность в этом деле обрела астрология. Астрология предзнаменований была одной из таких мантических практик, популярность которой превзошла популярность других способов выведывания воли богов. Так на рубеже VIII—VII вв. до н. э. царь регулярно получал доклады о небесных знамениях и комментарии, поясняющие, что эти знамения могут значить.
Постепенно такая практика привела к укоренению идеи, что, наблюдая за небом, можно узнать намерения богов, и установлению связи планет и светил с главными божествами вавилонского пантеона: Сатурн был связан с Нинуртой, Юпитер — с Мардуком, Марс — с Нергалом, Солнце — с Шамашем, Венера — с Иштар, Меркурий — с Набу, Луна — с Сином. Исследователи XIX—XX вв. считали, что данное сопоставление планет и богов было отождествлением, откуда происходило мнение, что жители Междуречья были звездопоклонниками, а их религия получила название астральной (от др.-греч. ἄστρον — звезда), то есть звездной — известна также под названием сабеизм — и рассматривалась как часть естественной религии. Более поздние исследования заставляют пересмотреть эту точку зрения. Согласно этим исследованиям, жители Месопотамии считали, что боги лишь проявляют свою волю через соответствующие планеты. Однако, независимо от данных акцентов, следует сделать вывод, что связь планет с происходящим на земле приписывалась в Древнем мире некому божественному началу, стоящему за планетами.

### Астрология Птолемея
Существенные изменения в понимании природы планет произошли в эпоху Античности. Во II н. э. Птолемей излагает в своём «Математическом трактате в четырёх книгах», известном так же под названиями «Четверокнижие» или «Тетрабиблос» (лат. Tetrabiblos), теорию астрологии, свободную от каких-либо религиозных и мифологических форм. Объясняя планетарные влияния, Птолемей опирается, преимущественно, на физические модели того времени: учения натурфилософов и математиков.
В качестве связующего звена между планетами, человеком и всем земным в новой астрологической доктрине выступали принцип всемирной симпатии (всеобщей связи явлений) и первоэлементы: огонь, земля, вода, воздух, которые, в свою очередь, были одним из состояний первоматерии, описываемым комбинациями двух пар качеств: сухости — влажности, и теплоты — холодности.
Подход Птолемея к описанию природы планет был перенят арабскими учёными, а через них проник в Европу. Классификации планет, разработанные на птолемеевском понимании астральной природы, остаются актуальными и в астрологии новейшего времени.

### Попытки научного обоснования влияния планет
В связи с изменением научной парадигмы в XVII в. от астрологии требовались новые объяснения природы воздействия планет, актуальные в механистической физике. Однако таких объяснений найдено не было.
Предположение, что планеты влияют через свою гравитацию, не выдержало научной критики. Не выдержала критики и гипотеза А. Л. Чижевского, утверждавшего, что планеты действуют на землю опосредованно, через солнечную активность.